# Phrynocephalus maculatus
Espèce
Synonymes
- Phrynocephalus spiniventris Nikolsky, 1896

Phrynocephalus maculatus est une espèce de sauriens de la famille des Agamidae. En anglais, on l'appelle " blacktail toadhead agama", autrement dit "agame à tête de crapaud à queue noire".

## Répartition
Cette espèce se rencontre au Pakistan, en Afghanistan, au Turkménistan, en Iran, en Irak, en Syrie, au Koweït, en Arabie saoudite, aux Émirats arabes unis et en Oman. 

## Liste des sous-espèces
Selon The Reptile Database (10 mai 2012) :
- Phrynocephalus maculatus longicaudatus Haas, 1957
- Phrynocephalus maculatus maculatus Anderson, 1872

## Publications originales
- Anderson, 1872 : On some Persian, Himalayan, and other Reptiles. Proceedings of the Zoological Society of London, vol. 1872, p. 371-404 (texte intégral).
- Haas, 1957 : Some amphibians and reptiles from Arabia. Proceedings of the California Academy of Sciences, vol. 29, no 3, p. 47-86 (texte intégral).